# 마하나마
마하나마(Mahanama)는 5세기의 아누라다푸라 왕국의 군주이다. 412년부터 434년까지 통치했다. 아누라다푸라 왕국의 군주로서 형제 우파티사 1세에 승계하였다.

## 같이 보기
- 스리랑카의 역사